# Campeonato Mundial de Halterofilismo de 2014 - Até 69 kg masculino
A categoria até 69 kg masculino foi um evento do Campeonato Mundial de Halterofilismo de 2014, disputado no Palácio de Esportes Baluan Sholak, em Almaty, no Cazaquistão, entre 9 e 10 de novembro de 2014. 

## Calendário
Horário local (UTC+6) 
| Dia            | Horário | Fase    |
| -------------- | ------- | ------- |
| 9 de novembro  | 09:00   | Grupo D |
| 9 de novembro  | 21:00   | Grupo C |
| 10 de novembro | 11:00   | Grupo B |
| 10 de novembro | 19:00   | Grupo A |

## Medalhistas
| Evento    | Ouro           | Ouro   | Prata              | Prata  | Bronze               | Bronze |
| --------- | -------------- | ------ | ------------------ | ------ | -------------------- | ------ |
| Arranque  | Liao Hui (CHN) | 166 kg | Oleg Chen (RUS)    | 154 kg | Mohamed Ehab (EGY)   | 152 kg |
| Arremesso | Liao Hui (CHN) | 193 kg | Mohamed Ehab (EGY) | 182 kg | Kim Myong-hyok (PRK) | 182 kg |
| Total     | Liao Hui (CHN) | 359 kg | Mohamed Ehab (EGY) | 334 kg | Kim Myong-hyok (PRK) | 334 kg |

## Recordes
Antes desta competição, o recorde mundial da prova era o seguinte:
| Recorde         | Tipo      | Atleta              | Peso   | Local     | Data                   |
| Recorde Mundial | Arranque  | Georgi Markov (BUL) | 165 kg | Sydney    | 20 de setembro de 2000 |
| Recorde Mundial | Arremesso | Liao Hui (CHN)      | 198 kg | Breslávia | 23 de outubro de 2013  |
| Recorde Mundial | Total     | Liao Hui (CHN)      | 358 kg | Breslávia | 23 de outubro de 2013  |

Os seguintes novos recordes foram estabelecidos durante esta competição.
| Arranque | 166 kg | Liao Hui (CHN) | Recorde mundial |
| Total    | 359 kg | Liao Hui (CHN) | Recorde mundial |

## Resultado
Os resultados foram os seguintes. 
| Pos.              | Atleta                    | Grupo | Peso  | Arranque (kg) | Arranque (kg) | Arranque (kg) | Arranque (kg)     | Arremesso (kg) | Arremesso (kg) | Arremesso (kg) | Arremesso (kg)    | Total |
| Pos.              | Atleta                    | Grupo | Peso  | 1             | 2             | 3             | Resultado         | 1              | 2              | 3              | Resultado         | Total |
| ----------------- | ------------------------- | ----- | ----- | ------------- | ------------- | ------------- | ----------------- | -------------- | -------------- | -------------- | ----------------- | ----- |
| Medalha de ouro   | Liao Hui (CHN)            | A     | 68.68 | 155           | 160           | 166           | Medalha de ouro   | 185            | 193            | —              | Medalha de ouro   | 359   |
| Medalha de prata  | Mohamed Ehab (EGY)        | A     | 68.55 | 145           | 149           | 152           | Medalha de bronze | 177            | 177            | 182            | Medalha de prata  | 334   |
| Medalha de bronze | Kim Myong-hyok (PRK)      | A     | 68.73 | 152           | 152           | 156           | 4                 | 182            | 184            | 184            | Medalha de bronze | 334   |
| 4                 | Oleg Chen (RUS)           | A     | 68.78 | 153           | 153           | 154           | Medalha de prata  | 175            | 178            | 182            | 5                 | 332   |
| 5                 | Vanik Avetisyan (ARM)     | A     | 68.93 | 137           | 141           | 143           | 13                | 173            | 179            | 183            | 4                 | 320   |
| 6                 | I Ketut Ariana (INA)      | A     | 68.26 | 140           | 145           | 148           | 5                 | 170            | 174            | 176            | 12                | 319   |
| 7                 | Bernardin Matam (FRA)     | A     | 68.66 | 138           | 142           | 145           | 10                | 173            | 177            | 182            | 6                 | 319   |
| 8                 | Jaber Behrouzi (IRI)      | B     | 68.30 | 138           | 142           | 142           | 8                 | 167            | 172            | 176            | 8                 | 318   |
| 9                 | Kwon Chang-il (PRK)       | A     | 68.60 | 142           | 148           | 148           | 9                 | 170            | 175            | 180            | 10                | 317   |
| 10                | Albert Linder (KAZ)       | A     | 68.34 | 140           | 145           | 150           | 6                 | 170            | 180            | 183            | 16                | 315   |
| 11                | Doston Yokubov (UZB)      | A     | 68.75 | 133           | 137           | 139           | 21                | 172            | 177            | 181            | 7                 | 314   |
| 12                | Deni (INA)                | A     | 67.85 | 140           | 146           | 146           | 15                | 173            | 180            | 181            | 14                | 313   |
| 13                | Tairat Bunsuk (THA)       | B     | 68.64 | 137           | 137           | 141           | 20                | 168            | 171            | 176            | 9                 | 313   |
| 14                | David Sánchez (ESP)       | C     | 68.64 | 133           | 137           | 140           | 19                | 168            | 171            | 175            | 11                | 312   |
| 15                | Lee Hyeong-seop (KOR)     | B     | 68.71 | 130           | 134           | 135           | 22                | 170            | 174            | 179            | 13                | 309   |
| 16                | Edwin Mosquera (COL)      | B     | 68.80 | 137           | 141           | 143           | 7                 | 165            | 170            | 170            | 20                | 308   |
| 17                | Masakazu Ioroi (JPN)      | B     | 68.33 | 138           | 141           | 141           | 17                | 166            | 170            | 170            | 19                | 304   |
| 18                | Víctor Castro (ESP)       | C     | 67.79 | 130           | 135           | 140           | 14                | 155            | 160            | 163            | 21                | 303   |
| 19                | Izzat Artykov (KGZ)       | B     | 68.49 | 133           | 133           | 133           | 23                | 165            | 170            | 175            | 17                | 303   |
| 20                | Pan Chien-hung (TPE)      | B     | 68.62 | 133           | 138           | 138           | 24                | 160            | 165            | 169            | 18                | 302   |
| 21                | Simon Brandhuber (GER)    | B     | 68.40 | 137           | 140           | 140           | 18                | 160            | 164            | 164            | 25                | 297   |
| 22                | Caleb Williams (USA)      | C     | 68.52 | 125           | 130           | 130           | 35                | 165            | 165            | 171            | 15                | 296   |
| 23                | Constantine Clement (MAS) | D     | 68.88 | 133           | 139           | 141           | 12                | 155            | 160            | 161            | 29                | 296   |
| 24                | Enrique Valencia (ECU)    | C     | 67.53 | 131           | 134           | 134           | 26                | 161            | —              | —              | 22                | 292   |
| 25                | Florin Bejenariu (ROU)    | C     | 68.80 | 131           | 131           | 135           | 27                | 160            | 160            | 160            | 27                | 291   |
| 26                | Yann Aucouturier (FRA)    | C     | 67.91 | 125           | 125           | 130           | 33                | 161            | 161            | 166            | 23                | 286   |
| 27                | Edwar Vásquez (VEN)       | C     | 68.68 | 126           | 132           | 132           | 32                | 155            | 160            | 166            | 26                | 286   |
| 28                | Erik Herrera (ECU)        | C     | 68.06 | 125           | 130           | 130           | 34                | 155            | 155            | 160            | 24                | 285   |
| 29                | Guwanç Atabaýew (TKM)     | C     | 69.00 | 130           | 134           | 134           | 28                | 155            | 161            | 162            | 30                | 285   |
| 30                | Dimitris Minasidis (CYP)  | D     | 68.30 | 122           | 127           | 130           | 30                | 150            | 150            | 155            | 33                | 277   |
| 31                | Jafar Al-Bagir (KSA)      | D     | 68.69 | 122           | 125           | 127           | 36                | 150            | 154            | 154            | 34                | 275   |
| 32                | Witsanu Chantri (THA)     | D     | 67.67 | 117           | 121           | 123           | 37                | 147            | 151            | 153            | 31                | 274   |
| 33                | Omkar Otari (IND)         | D     | 68.44 | 123           | 126           | 128           | 29                | 146            | 151            | 151            | 36                | 274   |
| 34                | Chris Freebury (GBR)      | D     | 67.75 | 120           | 126           | 126           | 39                | 146            | 151            | 151            | 32                | 271   |
| 35                | Hsieh Shu-yin (TPE)       | D     | 68.22 | 118           | 122           | 126           | 38                | 148            | 154            | 154            | 35                | 270   |
| 36                | Zsolt Lerch (HUN)         | D     | 68.83 | 112           | 115           | 120           | 40                | 143            | 145            | —              | 37                | 260   |
| 37                | Neil Dougan (IRL)         | D     | 68.06 | 104           | 104           | 107           | 41                | 135            | 135            | 137            | 38                | 239   |
| —                 | Serghei Cechir (MDA)      | A     | 68.68 | 138           | 142           | 142           | 11                | 171            | 172            | 172            | —                 | —     |
| —                 | Morteza Rezaeian (IRI)    | B     | 68.68 | 135           | 139           | 139           | 16                | 165            | 165            | 167            | —                 | —     |
| —                 | Gökhan Özenoğlu (TUR)     | B     | 68.92 | 130           | 133           | 133           | 25                | 161            | 161            | 162            | —                 | —     |
| —                 | Mohsen Al-Duhaylib (KSA)  | C     | 67.84 | 126           | 130           | 130           | 31                | 152            | 152            | 152            | —                 | —     |
| —                 | Petr Petrov (CZE)         | D     | 68.23 | 124           | 124           | 124           | —                 | 152            | 156            | 156            | 28                | —     |